# Joseph Eggleston Johnston
Joseph Eggleston Johnston (Farmville, Virgínia, 1807 - Nova York, Nova York, 1891) fou un militar sudista. Graduat a l'Acadèmia Militar dels Estats Units el 1829, quan esclatà la Guerra Civil dels Estats Units es passà al bàndol confederat i fou artífex de la victòria de Bull Run (1861) i de Seven Pines (1862), alhora que organitzava la defensa de Richmond. Però fracassà a la campanya de Vicksburg i tingué fortes diferències amb Jefferson Davis, raó per la qual fou substituït. En acabar la guerra, es dedicà als negocis privats, però fou congressista dels EUA el 1879-1881 i comissionat federal per ferrocarrils el 1885.